# Господин Спасибо
«Господин Спасибо» (яп. 有りがたうさん Аригато:-сан, англ. Mr. Thank You) — кинофильм режиссёра Хироси Симидзу, вышедший на экраны в 1936 году. Роуд-муви по рассказу лауреата Нобелевской премии Ясунари Кавабаты.

## Сюжет
Водитель автобуса, прозванный «господином Спасибо» за то, что он благодарит всех встречающихся ему на пути — тех, кто уступит ему дорогу, тех, кто позволит ему обгон, он — сама вежливость и обходительность. Автобус, который он ведёт, следует от Амаги по горным дорогам полуострова Идзу до Токио. В салоне собрался самый разнообразный набор пассажиров, тут и пристыженная и грустная семнадцатилетняя девушка, которую мать везёт на продажу в публичный дом, священник, едущий на похороны, мальчишка, которому нужно к умирающей бабушке, усатый бизнесмен, вечно всем недовольный… Одна молодая пассажирка, которая везде побывала («Я так долго бродила по свету, что уже не помню, откуда я родом»), угощает других пассажиров выпивкой и просит их спеть… Романтика, драма жизни и комедия переплелись в этом увлекательном роуд-муви, действие которого развивается в эпоху депрессии 1930-х.

## В ролях
- Кэн Уэхара — господин Спасибо
- Митико Кувано — женщина, которая везде побывала
- Маюми Цукидзи — девушка
- Каору Футаба — мать девушки
- Эйноскэ Нака
- Томоко Нанива — странствующий артист
- Масаэ Коикэ — странствующий артист
- Сиро Кацураги — жених
- Мицуёси Канаи — старый крестьянин
- Такаси Исияма — господин с усами
- Масао Хаяма — школьник

## О фильме
Хотя фильм снят по сценарию, основанному на литературном первоисточнике, режиссёр Хироси Симидзу всё же очень много импровизировал по ходу съёмок. Так, например, случайно встретив на местности корейских рабочих, он решил вставить их в один из эпизодов ленты, тем самым как бы вскользь, затронув проблему японского национализма. Водитель автобуса приближается к корейской девушке, которая работает на строительстве дороги и соглашается выполнить просьбу кореянки возложить цветы на могилу её отца. Сцена эта не имеет явной политической окраски и её поверхностное содержание: хороший японец добр к несчастной кореянке может показаться несколько консервативным, однако ни с одного японского персонажа не снимается ответственность за судьбу иммигрантов, труд которых и обеспечивает проезд по дороге.
Рост японского милитаризма и его корни являются также важным контекстом фильма, несмотря на его комедийные интонации. Депрессия с сопутствующими проблемами безработицы и бедности являются темой неоднократных разговоров между пассажирами автобуса.
Шедевр. Этот фильм Симидзу (1903-1966) — режиссёра, часто снимавшего фильмы для детей, — в 72 минутах отображает божественную лёгкость некоторых картин первых лет звукового кино. То было время, когда самые боязливые и осторожные интеллектуалы, авангардисты, формалисты опасались звука, нового средства выражения. Другие, кому нечего было терять, любившие новизну саму по себе, безудержно увлеклись новой технологией, рассчитывая, что она поможет им лучше отобразить изменчивый окружающий мир, полный кризисов и потрясений. Таков случай Симидзу. Бедность и смерть — эти темы чаще всего звучат в разговорах во время автобусного путешествия, единственной перепетии в этом постоянно движущемся фильме, где без особых усилий соблюдаются три единства и перед нашими глазами проходят все несчастья мира, рассказанные заразительно весёлым, добрым и почти что невинным тоном...